# 瓦基什新村
瓦基什新村（匈牙利語：Váckisújfalu）是匈牙利佩斯州所辖的一个村。总面积10.69平方公里，总人口475，人口密度44.4人/平方公里（2011年1月1日）。